# 新东北作家群
新东北作家群是当代中国的一个文学流派，主要有双雪涛、班宇、郑执、杨知寒等作家。不同于过去东北作家群萧红、萧军、端木蕻良等人的抗日视角，新东北作家群作家主要以“子世代”视角描写90年代父辈经历的东北工人下岗潮。

## 起步与命名
2011年，现任辽宁省文联副主席、时任渤海大学教师林嵒在《渤海大学学报》“渤海论坛” 栏目中，提出 “辽宁‘新东北作家群’”的概念，在文学意义上继承对标20世纪30年代的 “东北作家群”。这时新东北作家群更多是作为区域文学的名称，范围涵盖整个东北的优秀作家，目标是打造优秀的东北地方文学。
在21世纪10年代，双雪涛、班宇、郑执等作家的作品在一些文学赛事、网络平台上初露锋芒，随后获得纯文学刊物的肯定。如双雪涛的文学之路始于2011年初，当时他获得《中国时报》主办的“首届华文世界电影小说奖首奖”，2012年获第十四届台北文学奖。
2015年，双雪涛中篇小说《平原上的摩西》在《收获》第2期上发表，被认为是新东北作家群登上文学舞台的标志。随后几年，郑执、班宇等人作品相继在《收获》发表。2019年，华东师范大学中文系教师黄平在《文艺报》上发表《“向内”的写作与“向外”的写作》将双雪涛、班宇、郑执等作家归纳为新东北作家群。2020年，黄平在《吉林大学社会科学学报》发表文章，再次提出新东北作家群的说法，同时对 “新东北作家群”的出场方式、主题与风格，以及对未来发展进行展望。2021年，黄平出版《出东北记:从东北书写到算法时代的文学》，系统论述新东北作家群。

## 主题与叙事风格
东北在20世纪下半叶是中国重要的工业基地，改革开放之后，中国进行企业体制改革，国有企业中的大量工人下岗。20世纪90年代的工人下岗潮成为标志性事件，而描写下岗潮的文艺作品数量较少。下岗潮发生时，作家们年龄较小，进入二十一世纪，作家们选择以“子世代”视角描写下岗潮发生的故事。在他们的笔下，父辈虽然失业后潦倒落魄，但是内部存在着不可让渡的尊严。同时，有批评家认为这些作家对于下岗潮的描写，是东北工人文化的崛起。

## 主要作家
- 双雪涛，《平原上的摩西》《聋哑时代》《飞行家》
- 班宇，《冬泳》《逍遥游》
- 郑执，《生吞》
- 杨知寒，《一团坚冰》